# 2016-os UCI World Tour
A 2016-os UCI World Tour a Nemzetközi Kerékpáros-szövetség (UCI) nyolcadik versenysorozat-kiírása volt.
A versenysorozat a Tour Down Under-rel kezdődött meg január 19-én és október 29-én ér véget az országútikerékpár-világbajnoksággal.
Az egyéni győztes Peter Sagan lett, a csapatok közül a Movistar Team, a nemzetek közül pedig sorozatban hetedszer is Spanyolország bizonyult legyőzhetetlennek.

## Csapatok
- AG2R La Mondiale
- Astana
- BMC Racing Team
- Dimension Data
- Etixx–Quick Step
- FDJ
- IAM Cycling
- Katyusa
- Lampre–Merida
- Lotto Soudal
- Movistar Team
- Orica–BikeExchange
- Team Cannondale–Drapac
- Team Giant–Alpecin
- Team Lotto NL–Jumbo
- Team Sky
- Tinkoff
- Trek–Segafredo

## Versenyek
| #  | Verseny                                    | Dátum                       | Győztes            | Csapat              | Világranglista-vezető |
| -- | ------------------------------------------ | --------------------------- | ------------------ | ------------------- | --------------------- |
| 1  | Tour Down Under Részletek                  | január 19–24.               | Simon Gerrans      | Orica–GreenEDGE     | Simon Gerrans         |
| 2  | Párizs–Nizza Részletek                     | március 6–13.               | Geraint Thomas     | Team Sky            | Richie Porte          |
| 3  | Tirreno–Adriatico Részletek                | március 9–15.               | Greg Van Avermaet  | BMC Racing Team     | Richie Porte          |
| 4  | Milánó–Sanremo Részletek                   | március 19.                 | Arnaud Démare      | FDJ                 | Richie Porte          |
| 5  | Katalán körverseny Részletek               | március 21–27.              | Nairo Quintana     | Movistar Team       | Richie Porte          |
| 6  | E3 Harelbeke Részletek                     | március 25.                 | Michał Kwiatkowski | Team Sky            | Richie Porte          |
| 7  | Gent–Wevelgem Részletek                    | március 27.                 | Peter Sagan        | Tinkoff             | Peter Sagan           |
| 8  | Flandriai körverseny Részletek             | április 3.                  | Peter Sagan        | Tinkoff             | Peter Sagan           |
| 9  | Baszk körverseny Részletek                 | április 4–9.                | Alberto Contador   | Tinkoff             | Peter Sagan           |
| 10 | Párizs–Roubaix-kerékpárverseny Részletek   | április 10.                 | Matthew Hayman     | Orica–BikeExchange  | Peter Sagan           |
| 11 | Amstel Gold Race Részletek                 | április 17.                 | Enrico Gasparotto  | Wanty–Groupe Gobert | Peter Sagan           |
| 12 | La Flèche Wallonne Részletek               | április 20.                 | Alejandro Valverde | Movistar Team       | Peter Sagan           |
| 13 | Liège–Bastogne–Liège Részletek             | április 24.                 | Wout Poels         | Team Sky            | Peter Sagan           |
| 14 | Tour de Romandie Részletek                 | április 26–május 1.         | Nairo Quintana     | Movistar Team       | Peter Sagan           |
| 15 | Giro d’Italia Részletek                    | május 6–29.                 | Vincenzo Nibali    | Astana              | Peter Sagan           |
| 16 | Critérium du Dauphiné Részletek            | június 5–12.                | Chris Froome       | Team Sky            | Alberto Contador      |
| 17 | Tour de Suisse Részletek                   | június 11–19.               | Miguel Ángel López | Astana              | Peter Sagan           |
| 18 | Tour de France Részletek                   | július 2–24.                | Chris Froome       | Team Sky            | Peter Sagan           |
| 19 | Lengyel körverseny Részletek               | július 12–18.               | Tim Wellens        | Lotto Soudal        | Peter Sagan           |
| 20 | Clásica San Sebastián Részletek            | július 30.                  | Bauke Mollema      | Trek–Segafredo      | Peter Sagan           |
| 21 | Vuelta ciclista a España Részletek         | augusztus 20–szeptember 11. | Nairo Quintana     | Movistar Team       | Nairo Quintana        |
| 22 | EuroEyes Cyclassics Részletek              | augusztus 21.               | Caleb Ewan         | Orica–BikeExchange  | Peter Sagan           |
| 23 | GP Ouest France–Plouay Részletek           | augusztus 28.               | Oliver Naesen      | IAM Cycling         | Peter Sagan           |
| 24 | Grand Prix Cycliste de Québec Részletek    | szeptember 9.               | Peter Sagan        | Tinkoff             | Peter Sagan           |
| 25 | Grand Prix Cycliste de Montréal Részletek  | szeptember 11.              | Greg Van Avermaet  | BMC Racing Team     | Nairo Quintana        |
| 26 | / Eneco Tour Részletek                     | szeptember 19–25.           | Niki Terpstra      | Etixx–Quick Step    | Peter Sagan           |
| 27 | Giro di Lombardia Részletek                | október 1.                  | Esteban Chaves     | Orica–BikeExchange  | Peter Sagan           |
| 28 | Országútikerékpár-világbajnokság Részletek | október 9.                  | Etixx–Quick Step   | Etixx–Quick Step    | Peter Sagan           |

## Pontverseny végeredménye

### Versenyzők
| Helyezés | Versenyző          | Csapat                 | Pont |
| -------- | ------------------ | ---------------------- | ---- |
| 1        | Peter Sagan        | Tinkoff                | 669  |
| 2        | Nairo Quintana     | Movistar Team          | 609  |
| 3        | Chris Froome       | Team Sky               | 564  |
| 4        | Alejandro Valverde | Movistar Team          | 436  |
| 5        | Alberto Contador   | Tinkoff                | 428  |
| 6        | Greg Van Avermaet  | BMC Racing Team        | 420  |
| 7        | Richie Porte       | BMC Racing Team        | 394  |
| 8        | Romain Bardet      | AG2R La Mondiale       | 374  |
| 9        | Esteban Chaves     | Orica–BikeExchange     | 351  |
| 10       | Dan Martin         | Etixx–Quick Step       | 280  |
| 11       | Jon Izagirre       | Movistar Team          | 270  |
| 12       | Vincenzo Nibali    | Astana                 | 241  |
| 13       | Ilnur Zakarin      | Katyusa                | 239  |
| 14       | Sergio Henao       | Team Sky               | 234  |
| 15       | Alexander Kristoff | Katyusa                | 229  |
| 16       | Joaquim Rodríguez  | Katyusa                | 211  |
| 17       | Thibaut Pinot      | FDJ                    | 206  |
| 18       | Sep Vanmarcke      | Team Lotto NL–Jumbo    | 201  |
| 19       | Rui Costa          | Lampre–Merida          | 194  |
| 20       | Alberto Bettiol    | Team Cannondale–Drapac | 185  |

### Csapatok
| Helyezéz | Csapat                 | Pont |
| -------- | ---------------------- | ---- |
| 1        | Movistar Team          | 1471 |
| 2        | Tinkoff                | 1361 |
| 3        | Team Sky               | 1187 |
| 4        | BMC Racing Team        | 1128 |
| 5        | Orica–BikeExchange     | 909  |
| 6        | Katyusa                | 789  |
| 7        | Etixx–Quick Step       | 775  |
| 8        | Team Cannondale–Drapac | 616  |
| 9        | Trek–Segafredo         | 565  |
| 10       | Astana                 | 539  |
| 11       | FDJ                    | 516  |
| 12       | Team Lotto NL–Jumbo    | 506  |
| 13       | AG2R La Mondiale       | 482  |
| 14       | Lotto Soudal           | 463  |
| 15       | Lampre–Merida          | 442  |
| 16       | Team Giant–Alpecin     | 435  |
| 17       | IAM Cycling            | 418  |
| 18       | Dimension Data         | 290  |

### Országok
| Helyezés | Ország             | Pont |
| -------- | ------------------ | ---- |
| 1        | Spanyolország      | 1475 |
| 2        | Kolumbia           | 1446 |
| 3        | Egyesült Királyság | 1050 |
| 4        | Franciaország      | 1024 |
| 5        | Belgium            | 1003 |
| 6        | Ausztrália         | 908  |
| 7        | Olaszország        | 773  |
| 8        | Hollandia          | 683  |
| 9        | Szlovákia          | 669  |
| 10       | Svájc              | 416  |
| 11       | Norvégia           | 343  |
| 12       | Németország        | 339  |
| 13       | Oroszország        | 336  |
| 14       | Írország           | 286  |
| 15       | Egyesült Államok   | 280  |